# 아부 모하메드 알아드나니
아부 모하메드 알아드나니(1977년 – 2016년 8월 30일)는 ISIL의 대변인이다. 미국에서는 아부 바크르 알바그다디에 이어 ISIL의 2인자라고 평가한다.

## 테러지휘
미국 CIA는 2015년 11월 130명이 사망한 2015년 11월 파리 테러와 2016년 3월 34명이 희생된 2016년 브뤼셀 폭탄 테러 등 주요 사건의 총책으로 알아드나니를 지목했다.
2015년 5월 5일, 미국 국무부의 테러범 현상수배인 정의 보상 프로그램(Rewards for Justice Program)은 알아드나니의 체포에 도움이 되는 제보를 하면 500만 달러를 주겠다고 발표했다. ISIL의 1인자 아부 바크르 알바그다디는 1000만 달러로 현상수배중이다.

## 사망
2016년 8월 30일, 미국 국방부는 "알레포에서 북동쪽으로 25km 떨어진 알밥이라는 마을에서 알아드나니가 탄 차량에 대해 공습을 단행했다"며 "현재 작전 성공 여부를 평가하고 있다"고 밝혔다.
2016년 8월 31일, 러시아 국방부는 "전날 러시아 전술 폭격기 수호이-34의 시리아 알레포 공습으로 IS 전투 대원 약 40명이 제거됐다"며 "제거된 테러리스트들 가운데 야전사령관인 알아드나니도 포함됐다"고 밝혔다.
어떤 정보가 정확한 것인지는 알 수 없지만, 미국은 드론으로 공습하였다는데, 드론은 폭격 후 사망한 사람의 얼굴을 촬영해, 실시간으로 현상수배범인지 여부를 컴퓨터로 안면인식대조를 한다. 안면인식을 하였는지는 미국 국방부가 밝히지 않았다.